# Чарльз Вулф
Чарльз Вулф (14 грудня 1791 – 21 лютого 1823) був ірландським поетом, який головним чином запам’ятався завдяки віршу «Поховання сера Джона Мура після Корунни», який набув популярності в поетичних антологіях XIX століття.
Народився в Блекхоллі, в графстві Кілдер, молодший син Теобальда Вульфа (1739-1799) з Блекхолла та його дружина ( водночас була його двоюрідною сестрою) Френсіс (пом. 1811), дочки преподобного. Пітер Ломбард (пом. 1752) із замку Клункоррік, Каррігаллен, Літрім. Його хрещеним, а дехто й вважає, що й рідним батьком був Теобальда Вулфа Тона. Теобальд був братом Пітера Вулфа (1776-1848), верховного шерифа Кілдера ; двоюрідним братом їхнього батька був Артур Вулф, 1-й віконт Кілварден . 

## Освіта
Після його народження помер батько, і потому сім'я переїхала до Англії. У 1801 році Вулфа відправили до школи в Баті, а вже через кілька місяців повернули додому через погане самопочуття. З 1802 по 1805 рік юнака навчав доктор Еванс у Солсбері, а потім він відправився до школи Хайд-Абатства, що у Вінчестері.  Здавалося, він був надзвичайно популярний як у школі, так і у власній родині. У 1808 році сім'я хлопця повернулася до Ірландії, а наступного року він вступив до Дублінського Трініті-коледжу, який закінчив у 1814 році. Майбутній письменник відмовився від можливості читати заради стипендії, оскільки був закоханий у дівчину і не міг взяти на себе целібат, що тоді вимагалося. 

## Кар'єра
Він був посвячений у попа Церкви Ірландії в 1817 році, спершу прийнявши священство Балліклога в графстві Тайрон, перед тим як негайно перейшовши до Донамора, графство Тайрон . Там він завів тісну дружбу та глибоку повагу до преподобного. Вулф написав дві епітафії для Мередіта (ректора сусіднього Ардтреа та колишнього співробітника Трініті-коледжу Дубліна), одну на його меморіалі в парафіяльній церкві Ардтреа, а іншу присвятив для його могили, обидві з яких можна прочитати в записі Мередіт.
Чарльза Вулфа найбільше запам’ятали завдяки його вірша  «Поховання сера Джона Мура після Корунни », написаним у 1816 році та зібраним в антологіях 19-го та 20-го століть.  Вірш вперше анонімно з’явився 19 квітня 1817 року в Newry Telegraph і був передрукований у багатьох інших періодичних виданнях. Але про нього забули по смерті автора, аж поки лорд Байрон не привернув до нього увагу громадськості. Єдиний збірник віршів Вулфа «Поетичні залишки» з’явився в 1825 році разом із «Похованням сера Джона Мура» та чотирнадцятьма іншими віршами такого ж високого рівня.

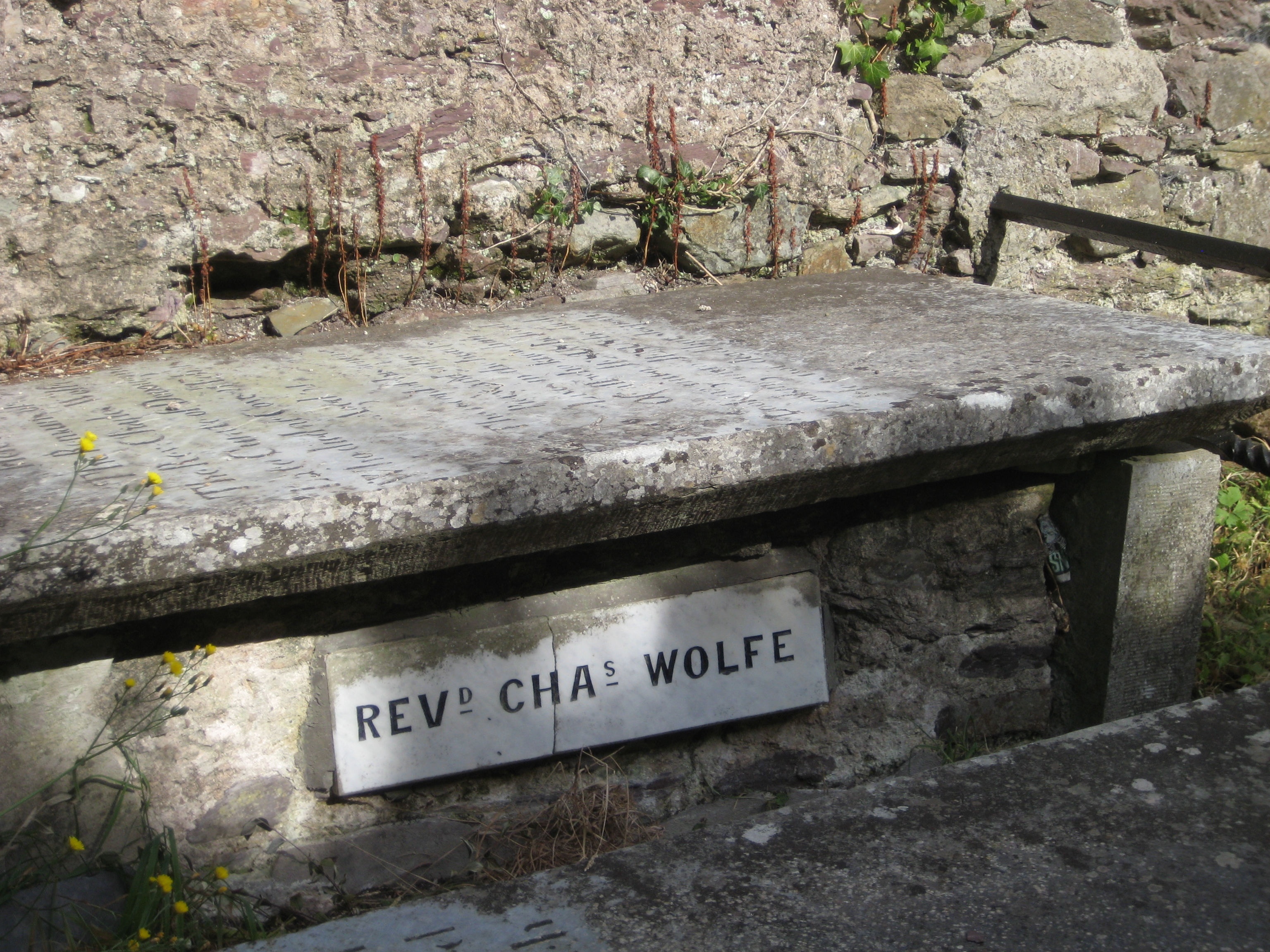
Могила Чарльза Вулфа в Кобі

## Смерть
Вулф залишався в онаморі до 1820 року, поки не був відкинутий жінкою, заради якої відмовився від своєї академічної кар’єри, після чого разом із Мередіт, його єдиною справжньою (нині покійною) подругою в графстві Тайрон, він переїхав на південь Франції . Незадовго до смерті він повернувся до Ірландії та жив у Кобі, де й помер у віці 31 року від туберкульозу, який підхопив від корови. Там же і похований письменник, а саме на кладовищі Старої церкви .  Також є меморіальна дошка його пам’яті в церкві села Каслколфілд , де він жив, будучи священиком у Донаморі, а ще мармуровий пам’ятник Чарльзу в соборі Святого Патріка в Дубліні .